# Staročeško
Staročeško, Старочешко (переводится как «Старое Чешское») — пиво, производимое в Хорватии в Даруварской пивоварне. Исторически связано с проживающей в регионе Дарувара чешской общиной.

## История
После Карловицкого мира 1699 года Западная Славония перешла от Османской империи к державе Габсбургов. Мусульманское население покинуло регион, который оказался сильно депопуляризованным. Для восстановления населения обретённых земель Габсбурги привлекали колонистов со всех частей Империи, включая Чехию. Первые чешские переселенцы прибыли в Западную Славонию около 1750 года, однако большая их часть переселилась в первой половине XIX века. Центром чешской общины в Хорватии стал город Дарувар.
Пивоварение, исторически очень распространённое в Чехии, стало одним из основных занятий и в среде переселенцев. В 1840 году при содействии графа Янковича чешские поселенцы основали Даруварскую пивоварню, которая является старейшей в стране. Пиво выпускалось по традиционным чешским рецептам и технологиям и получило имя «Старое Чешское».
Старочешко экспортируется за пределы Хорватии, иногда зарубежных покупателей вводит в заблуждение название пива и они считают его произведённым в Чехии.

## Разновидности
Основным сортом пива Staročeško является Staročeško Pivo, светлый лагер с содержанием алкоголя 4,8 % и плотностью 11,8 %.
Кроме того, под этой же торговой маркой производятся:
- Staročeško Pivo Nefiltrirano — нефильтрованное пиво
- Staročeško Crveno Pivo — полутёмное пиво
- Staročeško Crveno Pivo Nefiltrirano — нефильтрованное полутёмное пиво
- Staročeško Desetka — светлый лагер
- Staročeško Light — лёгкий лагер
- Staročeško Limun — радлер
- Staročeško Original — премиальный пильзнер
- Staročeško Zimsko — бок-бир

и ряд менее распространённых разновидностей вышеперечисленных сортов.

## Рейтинг
- RateBeer.com………….. [4]
- BeerAdvocate.com…….. [5]